# Kazališna kritika
Kazališna kritika je vrsta kritičarske djelatnosti koja se bavi kritičkim vrednovanjem kazališta. U Hrvata se je u razdoblju moderne profilirala kao zasebna književna vrsta, a 1960-ih se u Hrvata razvila esejistička kazališna kritika.
Kazalište od početka prati refleksija o ovoj umjetničkoj djelatnosti. Povijest seže do u stari vijek, primjerice Aristotela i njegovu Poetiku, gdje su brojna poglavlja posvećena kazališnoj umjetnosti. 
Pojava kazališne kritike u suvremenom smislu u svezi je sa spajanjem književne kritike dramskog teksta i ocjene kazališne predstave. Dva čimbenika koja pridonose ovome su snažnija profesionalizacija kazališta te pojava dnevnog i specijaliziranog tiska koji se bavi tim zbivanjima.
Kazališna se kritika piše od 18. stoljeća. U Hrvatskoj to datira od 1840. godine i kazališne izvedbe djela Ivana Kukuljevića Sakcinskog Jurana i Sofije. Početci nisu bili usmjereni na oštrinu prosuđivanja kakvoće izvedbe, nego su bili više didaktično-dobrohotni, radi postavljanja stabilnih temelja suvremenom hrvatskom kazalištu. Poznati hrvatski kazališni kritičari ranog doba bili su Dimitrije Demeter, Miletić, Gavella, August Šenoa. Osobit su pečat ostavili Antun Gustav Matoš, Milutin Cihlar Nehajev, Miroslav Krleža, Ljubomir Maraković i drugi. 
Hrvatska kazališna kritika izlazi u dnevnom tisku, kulturnim časopisima kao što su (Republika, Telegram, Oko, Vijenac, Hrvatsko slovo, Zarez), radiju i televiziji i drugim medijima.

## Vanjske poveznice
- Hrvatska kazališna kritika, teatar.hr
- Tema: Kazališna kritika, kolumne. iz časopisa Kulisa, br. 9, 1935., Hrvatsko društvo dramskih umjetnika